# Agujero de oro
Mit Agujero de oro (Goldenes Loch) wird in El Salvador das Bürgertum bezeichnet, d. h. die 14 Familien, die in den entsprechenden 14  Departamentos Inhaber der Macht sind. Bis zum Bürgerkrieg war diese Macht durch Landbesitz gekennzeichnet.
Sämtliche Produktionsmittel  waren dabei in der Hand weniger konzentriert, während die Landlosen mit Ersatzgeld bezahlt wurden, das sie  beim Patrón gegen Lebensmittel eintauschen konnten.

## Ursprünge im kolonialen Neuspanien
Die Ausbeutung im kolonialen Vizekönigreich Neuspanien war in Corregimientos organisiert.
Der spanische König verlangte für jeden erwachsenen Indigena in seinem Herrschaftsbereich eine Steuer in Höhe von jährlich zwei Reales.
Diese Steuer wurde vom Corregidor kollektiv bei den Indigenas einer Gemeinde eingetrieben.
Durch diese Steuer waren die Indigenas gezwungen, wirtschaftliche Leistungen gegen Reales zu erbringen, die dann teilweise auf Gemeindeland im Ejidosystem erbracht wurden.

## Unabhängigkeit von Spanien und liberale Reformen
Mit der Unabhängigkeit machten sich viele Corregidor-Beamte zum Eigentümer ihrer Lehen, was ein erhebliches Motiv für die Durchsetzung der Unabhängigkeit gegenüber dem spanischen Mutterland war.
Das Ejidosystem blieb zunächst unangetastet.
Nachdem sich Mexiko bei europäischen Ländern im Krieg gegen die USA verschuldet hatte, setzte Napoléon III. Ferdinand Maximilian von Österreich als Kaiser von Mexiko und damit gleichzeitig als  Schuldeneintreiber ein.
1857 enteignete der Liberale Benito Juárez in seiner Verfassung  den Ejido-Besitz der Gemeinden ohne eine Zahlung von Entschädigungen.
In Guatemala wurde das Ejidio 1870 durch liberale Usurpatoren, die sich in Mexiko bewaffnet hatten, um die Regierung zu stürzen, abgeschafft und als Beute unter den Liberalen aufgeteilt. Wie auch vorher in Mexikon wurde diese Aktion als La Reforma bezeichnet.
Damit in El Salvador Kaffee großflächig angebaut werden konnte, enteignete Rafael Zaldívar 1881 und 1882 das Gemeindeland und nannte es Reforma Agraria.
In der Verfassung von El Salvador von 1871, die 1886 in Kraft trat, wurde festgelegt, dass alle Ausländer in Salvador leben könnten, wenn sie Verfassung und Gesetze anerkennen. Jedoch grenzte schon diese Verfassung  ethnische Gruppen als perniciosos  (Verderbte) aus, ohne diese jedoch klar zu definieren.
Damals veröffentlichte David Joaquín Guzmán sein Buch, Anotaciones sobre topografía física de la República de El Salvador, Bemerkungen zur Natur El Salvadors, und bezeichnete dort  die Chinesen als perniciosos. Diese waren die erste ethnische Gruppe, die stigmatisiert wurde, obwohl sie sich durch die Mitwirkung am Bau der ersten Eisenbahnstrecken große Verdienste für das Land erworben hatte. In einen Gesetz von 1897 wurden die Chinesen ausdrücklich als perniciosos bezeichnet.

## Die Landoligarchie

### Produktion von Kaffee, Baumwolle und Zucker 1970, 1971
| Familie                       | Kaffee              | Baumwolle | Zucker  |
|                               | Quintal= 46,0093 kg | Quintales | t       |
| Regalado                      | 85.000              |           | 105.000 |
| Guirola                       | 72107               | 67.000    | 9.000   |
| Llach und Schonenherg         | 50.000              | 27.000    |         |
| Hill-Llach Hill               | 49.500              | 77.000    |         |
| Dueñas                        | 45.500              | 12.4000   | 44.000  |
| Alvarez Lemus                 | 42.000              |           |         |
| Meza Ayau                     | 41.100              |           |         |
| Sol Millet and Luis Escalante | 36.500              |           |         |
| Daglieo                       | 35.500              | 18.000    |         |
| Alvarez                       | 33000               |           |         |
| Salaverria                    | 31.500              | 31.000    | 10.000  |
| W. Deininger                  | 22.000              |           |         |
| Altareo                       | 22.000              | 48.000    |         |
| Dalton                        | 21.500              | 35.000    |         |
| Lima                          | 20.000              |           |         |
| Garcia Prieto                 | 20.000              | 92.000    |         |
| Avila Meardi                  | 19.000              | 18.000    |         |
| Liebes                        | 18.000              |           |         |
| Battle                        | 18.000              |           |         |
| Alvarez Dews                  | 16.000              | 22.000    |         |
| Quinoñez                      | 14.500              | 45.000    |         |
| De Sola                       | 13.500              | 22.000    |         |
| Kriete                        | 13.000              | 100.000   |         |
| Christiani Burkard            | 12.500              | 79.000    | 51.000  |
| E. Salaverria                 | 12.000              | 10.000    |         |
| Bonilla                       | 10.000              |           |         |
| Schwartz                      | 8.500               |           |         |
| Bustanmante                   | 8.000               | 12.3000   |         |
| Alvarez Meza                  | 8.000               |           |         |
| Soler                         | 7.500               |           |         |
| Henriquez                     | 7.500               |           |         |
| Rengifo                       | 6.500               |           |         |
| Duke                          | 60.500              | 34.000    |         |
| Homberger                     | 60.000              | 29.000    |         |
| Sol Meza                      | 6.000               |           |         |
| Belismelis                    | 5.500               |           |         |

### Kaffeeexport 1974, in%
| Rang | Familie/Firma                          | % am salvadorenischen Kaffeeexport |
|      |                                        |                                    |
| 1.   | H. De Sola e hijos                     | 14,37                              |
| 2.   | Cia. Salvadoreña de Cafe               | 8,16                               |
| 3.   | Exportadora Liebes S.A. de C.V.        | 7,03                               |
| 4.   | Daglio y Cia.                          | 6,66                               |
| 5.   | Prieto                                 | 5.92                               |
| 6.   | Mauricio Borgonovo                     | 5,76                               |
| 7.   | Cafeco S.A. de C.V.                    | 4,1 8                              |
| 8.   | Battle Hermanos                        | 3,93                               |
| 9.   | Miguel Dueñas                          | 2,88                               |
| 10.  | Llach                                  | 2,87                               |
| 11.  | Salaverría Durán y Cia.                | 2,80                               |
| 12.  | Christiani Burkard                     | 1,80                               |
| 13   | Agro Industrias Homberger S.A. de C.V. | 1,79                               |
| 14   | José Antonio Salaverría y Cia. de C.V. | 1,64                               |
| 15.  | Salnnar                                | 1,59                               |
| 16.  | Rodrigo Herrera Cornejo                | 1,55                               |
| 17.  | Arnoldo Castro Liebes                  | 1,46                               |
| 18.  | Industrias de Cafe S.A.                | 1 .41                              |
| 19.  | Bonilla hjos                           | 1,32                               |
| 20.  | Esther de Rengifo Nuñez                | 1,15                               |
| 21.  | Regalado Hermanos                      | 1,10                               |
| 22,  | Armando Monedero                       | 1,09                               |
| 23.  | J. Hill                                | 1,07                               |
| 24.  | Empresa Cafetalera Sol Millet          | 1,02                               |
| 25.  | Carlos Schmidt                         | 0,92                               |

### Familien, mit über 1.000 ha Landeigentum
| Familie                                       | Fläche [ha] |
| Aguilar                                       | 1.488,2     |
| Alfaro                                        | 6.138,8     |
| Alvarez                                       | 4.602,7     |
| Alvergue Gomez                                | 2.048,5     |
| Barrientos Sarmiento                          | 1.530,6     |
| Baum                                          | 3.034,4     |
| Beneke                                        | 1.083,6     |
| Borja                                         | 5.905,0     |
| Bustamante                                    | 6.816,8     |
| Carranza Martinez                             | 1.545,8     |
| Daglio                                        | 1.869,8     |
| Dalton                                        | 1.480,4     |
| Deininger                                     | 3.295,9     |
| De Sola                                       | 2.581,2     |
| Dueñas                                        | 5.713,0     |
| Regalado Dueñas                               | 6.424,7     |
| Gallardo                                      | 1.484,8     |
| Giammattei                                    | 5.490,2     |
| Guirola                                       | 13.682,6    |
| Gutiérrez Diaz                                | 2.464,5     |
| Hernández                                     | 1.140,6     |
| Langenegger de Bendix                         | 1.452,5     |
| Letona de Trigueros                           | 1.152,0     |
| Magana                                        | 1.3778,1    |
| Martinez                                      | 1.234,7     |
| Meléndez                                      | 1.306,6     |
| Mendoza de Gross                              | 1.477 6     |
| Menéndez Castro                               | 1.176,8     |
| Menéndez Lorenzo                              | 1.546,5     |
| Menéndez Salazar                              | 1.968,6     |
| Meza (Ayau, Alvarez, Sol, Calderón, Quinoñez) | 4.247,1     |
| Milla Sandoval                                | 1.349,6     |
| Orellana                                      | 2.717,9     |
| Padilla y Velasco                             | 1.626,5     |
| Palomo                                        | 1.316,0     |
| Parker                                        | 1.893,3     |
| Peña Acre de Espinoza                         | 1.054,8     |
| Romero Bosque                                 | 1.831,1     |
| Saca                                          | 2.072,0     |
| Salavérria                                    | 7.808,0     |
| Salguero Gross                                | 1 091,0     |
| Sandovál Langenegger                          | 1.175,8     |
| Schmidt (Moron, Herrera)                      | 1.054,1     |
| Schonenberg                                   | 1.01 8,2    |
| Sol Castellanos                               | 2864.8      |
| Sol Millet                                    | 2.146,9     |
| Urrutia Fantolli                              | 1.555,3     |
| Venutolo                                      | 3 005,8     |
| Vilanova Kreitz                               | 2 407,0     |
|                                               |             |

## Oligarchie im Neoliberalismus
Das Projekt der US-Regierung in El Salvador war zu Beginn des Bürgerkrieges das von José Napoleón Duarte unter dem Motto der Konsenssuche. Gegen Ende des Krieges bot sich ARENA, eine Allianz, die der Auftraggeber des Mordes an Óscar Romero gegründet hatte, als Partner zur Durchsetzung des neoliberalen Wirtschaftsmodells an. Die nationale Bourgeoisie hatte vorher jeden Zoll ihres Refugiums, von der Bier- bis zur Zementproduktion, vor Wettbewerbern und Direktinvestitionen verteidigt.
Es kam zu weiterer Kapitalkonzentration. Nun sind es Gruppen wie TACA,  Banagrícola, Banco Salvadoreño (übernommen von HSBC), Banco de Comercio, Grupo Agrisal, Grupo Poma, Grupo de Sola, Grupo Hill und die Grupo Cuscatlán. Der Anteilseigner der Banco Cuscatlán und Präsident Alfredo Cristiani Burkard, führte nach dem Krieg, mit der Privatisierung des staatlichen Pflichtversicherungswesens, die elaboriertere Form des Raubes ohne Waffen vor.
Ausländische Banken brauchen nach den Gesetzen, die ARENA durchsetzte, in El Salvador keine Steuern mehr zahlen, Cristiani meldete danach persönlich, die bisher salvadorenische Banco Cuscatlán, in Panama an.
Am 19. Mai 1997 stieg die Internationale Finanz-Corporation (IFC) mit Dritten bei Cemento de El Salvador S.A., CESSA  ein. Die bis dahin konkurrenzlose Bierbrauerei Industrias La Constancia C.A. wurde an SABMiller verkauft.